# Drapeau de la Navarre

Drapeau de la Navarre

Le drapeau de la Navarre est le drapeau de la communauté forale de Navarre en Espagne, adopté le 10 août 1982. Il reprend les armoiries de la Navarre sur fond rouge.

## Histoire
Il a connu deux autres versions reprenant le même motif, mais avec des armoiries différentes : jusqu'en 1937, elles étaient surplombées d'une couronne murale, puis de 1937 à 1981, elles furent entourées de la croix et des lauriers de l'ordre de Saint-Ferdinand.

Drapeau de 1931 à 1937
Drapeau de 1937 à 1981

## Couleurs
Les couleurs sont précisées par le decret foral du 3 mai 2004.
| Couleur | ● Rouge     | ● Or         | ● Vert     |
| ------- | ----------- | ------------ | ---------- |
| HTML    | #DC241F     | #857040      | #007229    |
| RVB     | 220, 36, 31 | 133, 112, 64 | 0, 114, 41 |
| Pantone | 485         | 871          | 356        |